# Atwima Mponua District
Der Atwima Mponua District ist einer von 138 Distrikten in Ghana. Er ist im Zentrum des Landes in der Ashanti Region gelegen und dort einer von 21 regionalen Distrikten. Atwima Mponua wurde 2004 als einer von 19 neuen Distrikten gegründet, nachdem der ehemalige Distrikt Atwima mit einer Größe von 2411 km² und einer Einwohnerzahl von 234.759 in die Distrikte Atwima Mponua und Atwima Nwabiagya geteilt wurde.
Der Atwima Mponua District grenzt an die Distrikte Amansie West, Atwima Nwabiagya, Ahafo Ano South und Ahafo Ano North. Ferner grenzt er im Süden an die Western Region und hat eine direkte Grenze mit dem Distrikt Bibiani/Anhwiwiaso/Bekwai. Der Distrikt grenzt im Westen an die Brong-Ahafo Region und weist eine direkte Grenze zu den Distrikten Asutifi und Asunafo South auf. Chief Executive ist Wilberforce O. Ansah mit dem Sitz in der Distrikthauptstadt Nyinahin.

## Wahlkreise
Der Distrikt Atwima Mponua bildet einen gleichnamigen Wahlkreis. Asiamah Isaac errang hier bei den Parlamentswahlen 2004 für die New Patriotic Party den Sitz im ghanaischen Parlament.

## Wichtige Ortschaften
- Atwima
- Achiase
- Mpasatia
- Nyinahin
- Tanodumase